# فهرس السدم والعناقيد النجمية
فهرس السدم والعناقيد النجمية (بالإنجليزية: Catalogue of Nebulae and Clusters of Stars)‏ (CN) هو فهرس فلكي للسُدم نشر لأول مرة في عام 1786 من قبل ويليام هيرشيل، بمساعدة شقيقته كارولين هيرشل. ووسع لاحقا إلى الفهرس العام للسدم والعناقيد النجمية ( General Catalogue of Nebulae and Clusters of Stars -GC) من قبل ابنه جون هيرشل.

## التاريخ
نشر فهرس السدم والعناقيد النجمية لأول مرة في عام 1786 من قبل ويليام هيرشيل في مجلة المعاملات الفلسفية للجمعية الملكية . وفي عام 1789 أضاف 1،000 أسم أخر  وأخيرا 500 أسم آخر في 1802  بحيث بلغ العدد الاجمالي 2,500 قيداً. ولقد إستحدث هذا الفهرس استخدام الحروف والأرقام المفرسة كمعرفات. يمثل العنصر في الفهرس بالحرف الكبير "H" متبوع برقم.
في عام 1864 وسع جون هيرشل فهرس السدم والعناقيد النجمية إلى الفهرس العام للسدم والعناقيد النجمية (GC) . وتضمن الفهرس العام للسدم والعناقيد النجمية 5079 مدخلة. في وقت لاحق، تم نشر طبعة تكميلية من الفهرس بعد وفاته باسم (الفهرس العام المتضمن 10،300 نجم متعدد ومزدوج ) من خلال تمثيل العنصر بالحرف الصغير "h" متبوع برقم.
في عام 1878، نشر جون لويس إميل دراير ملحق للفهرس العام. وفي عام 1886، اقترح أنشاء ملحق ثاني للفهرس العام، لكن الجمعية الفلكية الملكية طلبت من دراير تجميع نسخة جديدة عوضا عن ذلك. وقاد ذلك إلى نشر الفهرس العام الجديد (NGC) في عام 1888، والذي وسع مرتين في عامي 1895 و 1908 من خلال نشر الدليل المفهرس .